# Agrostis phleoides
Agrostis phleoides är en gräsart som beskrevs av Étienne-Émile Desvaux. Agrostis phleoides ingår i släktet ven, och familjen gräs. Inga underarter finns listade i Catalogue of Life.